# Angelin Velea
Angelin Velea (Tulcea, 1 de abril de 1963) es un deportista rumano que compitió en piragüismo en la modalidad de aguas tranquilas. Ganó tres medallas en el Campeonato Mundial de Piragüismo en los años 1983 y 1986.
Participó en dos Juegos Olímpicos de Verano en los años 1984 y 1988, su mejor actuación fue un cuarto puesto logrado en Los Ángeles 1984 en la prueba de K4 1000 m.

## Palmarés internacional
| Campeonato Mundial | Campeonato Mundial  | Campeonato Mundial | Campeonato Mundial |
| Año                | Lugar               | Medalla            | Evento             |
| ------------------ | ------------------- | ------------------ | ------------------ |
| 1983               | Tampere (Finlandia) | Medalla de oro     | K4 1000 m          |
| 1986               | Montreal (Canadá)   | Medalla de oro     | K2 1000 m          |
| 1986               | Montreal (Canadá)   | Medalla de bronce  | K2 10 000 m        |